# Grijze kruidenmot
De grijze kruidenmot (Udea prunalis) is een vlinder uit de familie van de grasmotten (Crambidae), uit de onderfamilie van de Spilomelinae. De wetenschappelijke naam van deze soort is voor het eerst voorgesteld als Pyralis prunalis door Michael Denis en Ignaz Schiffermüller in een publicatie uit 1775. De spanwijdte van de vlinder bedraagt tussen de 23 en 26 millimeter..

## Verspreiding
De soort komt in alle landen van Europa voor met uitzondering van IJsland. Ook ontbreekt de soort op de eilanden in de Middellandse Zee. Buiten Europa komt de grijze kruidenmot in Georgië en Siberië voor.
- Kaarten met waarnemingen:

- België
- Nederland
- wereldwijd

### Voorkomen in Nederland en België
Udea prunalis is in Nederland en in België een vrij algemene soort, die verspreid over het hele gebied kan worden gezien. 

## Levensloop
De soort kent één generatie die vliegt van juni tot en met augustus. De rups komt uit in de herfst en overwintert in een witte zijden spinsel aan de rand van een blad. De rups voedt zich in het voorjaar tot april of mei met een grote verscheidenheid aan kruidachtige en houtachtige planten en leeft dan onder samengevouwen of vastgesponnen bladeren.

## Waardplanten
Udea prunalis heeft allerlei kruidachtige planten, struiken en loofbomen als waardplanten, waaronder:
- Asteraceae
  - Senecio nemorensis
- Araliaceae
  - Hedera helix
- Betulaceae
  - Alnus glutinosa
- Caprifoliaceae
  - Lonicera periclymenum
- Ericaceae
  - Vaccinium myrtillus
  - Andromeda polifolia
- Fagaceae
  - Quercus sp.
- Oleaceae
  - Fraxinus excelsior
- Rosaceae
  - Prunus avium
  - Prunus persica
  - Prunus spinosa
  - Rubus idaeus
  - Sorbus aucuparia
- Ranunculaceae
  - Anemone hupehensis
  - Anemone nemorosa
- Salicaceae
  - Populus tremula
- Solanaceae
  - Atropa belladonna